# Sumomo mo Momo mo
Sumomo mo Momo mo (La Novia más Fuerte del Mundo) (すもももももも～地上最強のヨメ～ , Chijō Saikyō no Yome?) es una serie de anime y Manga japonés creada por Shinobu Ohtaka. La serie se centra en una chica, que es una artista marcial que quiere casarse y tener un hijo con un muchacho que ella cree que es el luchador más fuerte del mundo.
La serie se comenzó primero como un manga producido por la revista japonesa Young Gangan en el 2004, que fue publicado por Square Enix. Luego, la serie se adaptó en un anime que salió al aire en Japón del 5 de octubre del 2006 al 15 de marzo del 2007 con un total de 22 capítulos por la cadena japonesa TV Asahi.
El título está basado en un conocido trabalenguas japonés, «李も桃も桃の内» (sumomo mo momo mo momo no uchi), que significa «tanto la ciruela japonesa como el melocotón pertenecen a la familia del melocotón».

## Sinopsis
Sumomo mo Momo mo gira en torno a la vida de Kōshi Inuzuka, un estudiante normal de preparatoria que aspira a ser un Fiscal tras graduarse. Un día, una extraña chica llamada Momoko Kuzuryū se le acerca y le dice que están destinados e intentar pactar el tener un hijo fuerte juntos, mientras que Kōshi se niega a aceptarlo. El pacto finalmente se produce después de que el padre de Kōshi y el padre de Momoko arreglen el matrimonio entre sus respectivos hijos. Después de que Kōshi y Momoko se conocieran, Kōshi se da cuenta de que Momoko no es una chica ordinaria (por no decir rara), había sido entrenada por su padre en una forma especial de artes marciales que solo 12 familias en Japón son capaces de poseer. Esas 12 familias coinciden con los 12 animales de la Zodiaco Chino, donde Momoko es de la familia asociada al dragón, mientras que Kōshi es de la familia asociada al perro. La familia del dragón es la cabeza de las 6 familias del oeste, mientras que la del perro es la cabeza de las 6 familias del este.
Luego les revelan a Kōshi y a Momoko que 5 de las 6 familias del oeste planean asesinar a Kōshi para que no se case con Momoko, porque así se unirían las familias por lazos sanguíneos. Este asesinato será el comienzo de una guerra de artistas marciales, que sería la séptima guerra de los 12 maestros del Zodiaco Chino en Japón. Ahora Kōshi debe luchar por su vida, mientas Momoko lo protege, esperando que él termine sintiendo lo mismo que ella.

## Personajes
Kōshi Inuzuka (犬塚孝士 Inuzuka Kōshi)?, (Seiyū - Hiroki Takahashi)
Kōshi es un estudiante de preparatoria inteligente y atractivo, que es hijo de Unken Inuzuka, un maestro de artes marciales y uno de los Maestros de las 12 familias Zodiacales de Japón. Él está asociado con el signo del Perro en el Zodiaco Chino. Sin embargo, contra los deseos de su padre, él no quiere involucrarse con las Artes marciales. Él ha dejado de entrenar desde que fue aterrorizado por abusivos cuando era pequeño, que con eso hace que se paralice cada vez que ve violencia. Debido a esto, él quiere ser algún día un fiscal y así podrá castigar efectivamente a los que cometan crímenes. Y por eso se le ve siempre leyendo un libro de leyes del gobierno de Japón. Cuando él se involucra en una pelea, le recita algunas leyes a su atacante, diciéndole las consecuencias de romperlas, en un intento de evitar al atacante, el cual nunca le es efectivo.
Al principio no quería involucrarse con Momoko o con la guerra de las artes marciales en la que él estaba en medio. En vez de eso, se concentraba más en sus estudios, con tal de quitarse la idea de que él era un blanco para asesinar. Gradualmente, le tiene un profundo aprecio a Momoko y se las arregla para superar su tendencia a paralizarse cada vez que enfrenta la violencia.
Momoko Kuzuryū (九頭竜もも子 Kuzuryū Momoko)?, (Seiyū - Yui Kano)
Momoko es una chica extraña e hiperactiva que es también una artista marcial en una forma especial de artes marciales que solo miembros de los 12 Maestros Zodiacales de Japón pueden aprender. Ella está asociada con el signo del Dragón en el Zodiaco Chino. Ella quiere volverse la Prometida de Kōshi, para que produzca un hijo con él, mientras su padre le dice que como es una mujer, es incapaz de dominar efectivamente las artes marciales de su familia. Momoko comparte con Kōshi una extraña relación, la cual se compara con lo equivalente a un perro con su amo. Momoko está muy centrada en lo de casarse con Kōshi, y seguido trata de dar lo mejor que ella puede para complacerlo de cualquier manera.
Iroha Miyamoto (巳屋本いろは Miyamoto Iroha)?, (Seiyū - Ui Miyazaki)
Iroha es una chica miembro de la familia de maestros Zodiacales asociados con la Serpiente. El grupo Miyamoto fue antes un temido grupo yakuza, pero su poder, la reputación, la calidad de miembros disminuidos por debajo del padre de Iroha, y su naturaleza de amabilidad no inspiraba a criminales fuertes a ser leales. Iroha, junto a su subordinado Hanzō, con el que viaja ella, son los primeros en planear el asesinato de Kōshi.
Iroha quiere restaurar la reputación que tenía su familia de ser la más temida de los 12 Maestros Zodiacales matando a Kōshi, pero es obstaculizado por Momoko. Iroha desarrolla una relación con Kōshi y se las arregla para encontrar un nuevo camino para la familia Miyamoto, tras haber sido alabada por Momoko por su fortaleza en batalla y lamentado que Iroha haya seguido el camino de asesinar.
Iroha ha procurado ahorrar dinero para la restauración de su clan, pero está siempre preocupada por Hanzō, que gasta el dinero egoístamente, y por la Casera, que siempre se las arregla para asustarlos cuando pide el dinero de la renta. Iroha siempre intenta ayudar en la relación de Kōshi y Momoko, aunque Iroha este enamorada de Kōshi.
Sanae Nakajima (中慈馬早苗 Nakajima Sanae)?, (Seiyū - Aya Hirano)
Sanae es una estudiante de preparatoria quien es también una amiga de Kōshi. Ella es también la presidenta representativa de su clase. Es desconocido para todos, sin embargo, que ella cambia en una heroína conocida como Tenchū Senshi Uma Kamen, que literalmente significa "Guerrera del Castigo Divino de la Máscara de Caballo", la identidad que ella usa para pelear como superhéroe. Ella es también la nieta de la Casera de Iroha y Hanzō. Tanto ella como su abuela son maestras asociadas con el Caballo en el Zodiaco Chino. Como la protectora elegida del Clan Inuzuka, se le ha dado a Sanae la prenda especial de su tribu, que incrementa los poderes del que lo tenga puesto. Sin embargo, la prenda se asemeja a un disfraz de bondage y entre más prendas del traje se quite, más efectivo es el poder que sale del traje; cuando el que viste la prenda solo tiene partes del traje equipadas, su poder es altamente concentrado en las partes que estén cubiertas. En la familia Nakajima, las patadas son la parte central de su estilo de combate, así que el traje es más efectivo para Sanae cuando no trae nada puesto más que sus botas. No se necesita decir que Sanae encuentra el traje lo suficientemente vergonzoso cuando lo viste "todo".
Sanae tiene un amor trágico con Kōshi; es trágico desde que primero él la considera como su muy mejor amiga y porque es una miembro del Clan Nakajima (que son subordinados a la Familia Inuzuka), se supone que ella debe protegerlo desde las sombras, y no perseguir una relación con él. El matrimonio de Kōshi con Momoko es algo que ella debe apoyar. La situación de Sanae es aún más trágica, porque su abuela está tratando de que su nieta se case con el tipo de hombre que ha fascinado a las mujeres de la familia Nakajima a través de la historia; un hombre musculoso. Sin embargo, Sanae le ha tenido miedo a ese tipo de hombres desde su infancia.
Hanzō (半蔵 )?, (Seiyū - Chihiro Suzuki)
Hanzō es el subordinado de Iroha en planear el asesinato de Kōshi. Desde que Iroha salvó su vida, él ha seguido cuidadosamente sus órdenes. Ambos comparten una relación similar a la de Kōshi y Momoko la que se puede comparar con la de un perro y su amo, con la diferencia de que Iroha aprecia a Hanzō desde el principio. Él es el único miembro de la familia de ella que ha permanecido a su lado cuando estaba huyendo de una legión de temidos yakuza. Esto es porque le tiene una gran admiración hacia ella y la considera un ejemplo de inspiración para valerse a sí mismo. Podría decirse que se ha enamorado de Iroha.
Tenka Koganei (虎金井 天下 Koganei Tenka)?, (Seiyū - Takeshi Kusao)
Tenka es de la familia descendiente del Tigre de los 12 Maestros Zodiacales y al principio apareció con la intención de asesinar a Kōshi. Como es de la familia del Tigre, él posee muchos rasgos en su personalidad que lo asemejan con un felino como tener fobia al agua y que le guste jugar con objetos redondos.
Él siempre lleva consigo una pelota de fútbol soccer que la llamó Becky "Becky" (ベッキー Bekkī?) que parece que habla con él (Aunque han comentado algunas personas presentes que él está utilizando ventriloquismo). Incluso Becky le ha hablado desde su infancia.
Tenka se enamoró de Momoko basándose en el tiempo en el que se conocieron de pequeños, cuando él la derrotó durante una pelea de entrenamiento y estuvieron de acuerdo en verse de nuevo. Desafortunadamente para Tenka, mientras él asumía en que se volverían a encontrar y casarse una vez que creciera Momoko, ella entendió que se encontrarían de nuevo para tener una pelea a muerte.
Unken Inuzuka (犬塚雲軒 Inuzuka Unken)?, (Seiyū - Tesshō Genda)
Unken es un maestro en las artes marciales y el padre de Kōshi. El quiere que su hijo siga sus pasos, pero no puede persuadirlo de que entrene artes marciales. Él dirige la familia del Perro de los Maestros Zodiacales de Japón. Él y Sendayu son tanto amigos como rivales. En una vieja foto escolar, se ve que aunque él tenga ahora una cara rara, antes tenía la misma apariencia de su hijo. Esto ha causado que Kōshi se interese por el futuro de él.
Sendayu Kuzuryū (九頭竜千太夫 Kuzuryū Sendayu)?, (Seiyū - Katsuhisa Houki)
Sendayu es un maestro de artes marciales y el padre de Momoko. Él le dice a Momoko que encuentre al guerrero más poderoso y se case con él, y eventualmente teniendo el hijo más fuerte, ya que Momoko no puede dominar las técnicas de su familia por ser mujer, cosa de la cual está equivocado, ya que al final de la serie Momoko la domina.

## Listado de episodios
1. La Novia más Fuerte del mundo.
2. Chica Naturalmente Explosiva.
3. Atrapados en el zoológico.
4. El plan inmoral de Asesinato.
5. Choque! Momoko VS Iroha.
6. Aparece el asesino Tigre.
7. Lazos invisibles.
8. El Novato que Llama las tormentas.
9. La Heroína del Trágico amor.
10. Aparece el prometido de Sanae.
11. Llega la Guerrera del Castigo Divino de la Máscara de Caballo.
12. El día de una Gripe, la situación de Hanzō.
13. Confrontación de Rivales! El Caballo y la Tortuga.
14. El Caos Amoroso en la Casa Embrujada.
15. El Amor de Saigo.
16. Como acabar con los problemas matrimoniales.
17. Una Dura batalla! Los Hermanos Tigre.
18. ¡Una Bienvenida con Yaminabe!
19. Llegó la ama de casa!
20. Juntos con el Destino...
21. Pensamientos Respectivos...
22. Hacia los Días Usuales.

Ovas
1. Batallas en las Termas
2. Koushi Secuestrado

### Canciones
Opening
- "Saikyou Keikaku" por MOSAIC.WAV (cap.1 - 12)
- "Setsujou - Hyakka Ryouran" por MOSAIC.WAV (cap.13 - 22)

Ending
- 1.er Ending "No Rock, No Life" por Honey Bee (Cap. 1 - 12)
- 2.º Ending "Mousou Break" por Yozora Orihime & AiAi (Cap 13 - 14, 16 - 22)
- 3.er Ending "Good Luck" por Mi~ko (Cap.15)